# Neuhaldensleber Straße 28
Die Villa Neuhaldensleber Straße 28 im Ortsteil Althaldensleben der Stadt Haldensleben in Sachsen-Anhalt steht auf der Westseite der Straße rund 100 Meter nördlich des Lindenplatzes. Sie wurde um 1890 an der Ausfallstraße nach Haldensleben errichtet. Die Villa wird durch eine Gartenanlage mit Einfriedung ergänzt. Zeittypisch ist die auf eine malerische Gesamtwirkung abzielende Gestaltung mit unterschiedlichen Geschoss- und Dachhöhen. Dörfliche Traditionen werden in Form der überdachten Toranlage mit der Fußgängerpforte aufgegriffen. Das Gebäude zeigt bemerkenswerte Architektur an einer städtebaulich markanten Stelle.
Im örtlichen Denkmalverzeichnis ist das Gebäude unter der Erfassungsnummer 094 84419 als Baudenkmal eingetragen. Die Villa wird für Althaldensleben als geschichtlich, kulturell-künstlerisch und städtebaulich bemerkenswertes Denkmal eingeschätzt.